# Lemberg pri Šmarju
Lemberg pri Šmarju este o localitate din comuna Šmarje pri Jelšah, Slovenia, cu o populație de 136 de locuitori.